# Puma (Sprache)
Puma (Puma: पुमा Pumā) ist eine Kirantisprache, die von ungefähr 6700 (im Jahr 2011) Personen in den nepalesischen Distrikten Khotang und Udayapur gesprochen wird.

## Verbreitung
Puma wird in Diplung, Mauwabote, Devisthan, Pauwasera und Chisapani gesprochen, welche im Süden Khotangs liegen, außerdem wird es im Beltar und Saunechaur im Udayapur-Distrikt.